# Novi Grad
Novi Grad (in cirillico serbo Нови Град), fino al 1992 Bosanski Novi, spesso ricordata in letteratura semplicemente come Novi) è una città e municipalità della Bosnia ed Erzegovina situata nel nord della Repubblica Serba con 28 799 abitanti al censimento 2013. 

## Geografia
Sorge sulla riva destra del fiume Unna, di fronte alla città croata di Dvor.

## Storia
Venne menzionata la prima volta nel 1280 come Castrum Novum. Sotto il lungo dominio dell'Impero ottomano venne semplicemente chiamata Novi.  Divenuto Bosanski Novi nel 1895, sotto il dominio austriaco.

## Amministrazione

### Gemellaggi
La città è gemellata con i seguenti comuni:
- Galatina;